# Ostrivciîk-Pîlnîi, Busk
Ostrivciîk-Pîlnîi (în ucraineană Острівчик-Пильний) este un sat în comuna Andriivka din raionul Busk, regiunea Liov, Ucraina.

## Demografie
Componența lingvistică a localității Ostrivciîk-Pîlnîi
     Ucraineană (100%)
Conform recensământului din 2001, toată populația localității Ostrivciîk-Pîlnîi era vorbitoare de ucraineană (100%).